# Kunigunde (Ostfrankenreich)
Kunigunde von Schwaben (* um 882; † 7. Februar 920) Tochter des Pfalzgrafen Berchthold I. von Schwaben war in erster Ehe mit Liutpold Markgraf von Bayern und 913 in zweiter Ehe mit Konrad I., König des Ostfränkischen Reiches, verheiratet. Sie wurde in der Ecclesia varia im Kloster Lorsch bestattet.

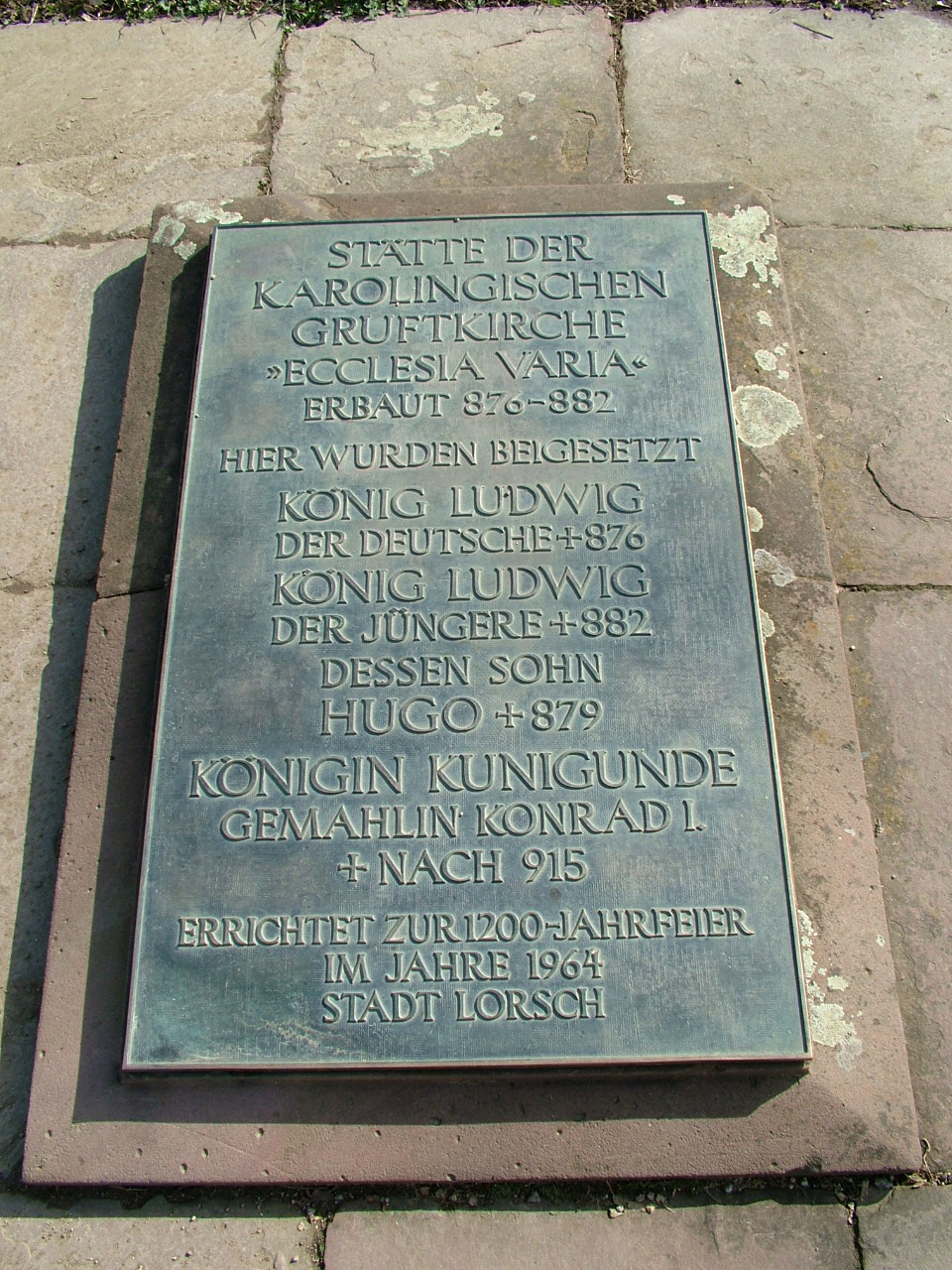
Gedenktafel am Ort der Ecclesia varia in Lorsch

## Leben
Kunigunde war eine Nachkommin des bayrischen Markgrafen Gerold, eines Bruders von Hildegard der vierten Gemahlin Karls des Großen.
Aus ihrer ersten Ehe mit Luitpold stammt der Sohn Arnulf I. Herzog von Bayern.
Luitpold stirbt im Jahr 907, und nach sechs Jahren Witwenschaft heiratet Kunigunde 913 Konrad I. König von Ostfranken.
Kunigundes Brüder Erchanger und Berthold, sowie ihr Sohn Arnulf bekriegten Konrad I., so dass für sie nach Konrads Tod 918 weder eine Rückkehr in ihr schwäbisches Elternhaus noch zu ihrer Familie aus erster Ehe möglich war. Möglicherweise zog sie sich daraufhin in das Kloster Lorsch zurück, wo sie nach ihrem Tod am 7. Februar 920 in der Ecclesia varia bestattet wurde.